# 胡石言
胡石言（1924年—2002年），原名胡庆坻，笔名石言，男，浙江平湖人，中国作家，中国作家协会江苏分会原副主席，中国作家协会名誉委员。